# Timofej Ivanovič Zbijevski
Timofej Ivanovič Zbijevski (rusko Тимофей Иванович Збиевский), ruski general poljskega rodu, * 1767, † 1828.
Bil je eden izmed pomembnejših generalov, ki so se borili med Napoleonovo invazijo na Rusijo; posledično je bil njegov portret dodan v Vojaško galerijo Zimskega dvorca.

## Življenje
Kot navadni vojak je 1. aprila 1783 vstopil 2. bataljon Jekaterinoslavskega lovskega korpusa. Udeležil se je bojev proti Turkom (1788-90). 11. decembra 1790 je bil povišan v poročnika. 25. marca 1804 je postal poveljnik Vladimirskega mušketirskega polka. 
Sodeloval je v bojih proti Francozom (1806) in bil 23. aprila istega leta povišan v polkovnika. 2. septembra 1809 je postal poveljnik Mingrelijskega mušketirskega polka, s katerim se je udeležil bojev proti Turkom. 7. avgusta 1810 je bil povišan v generalmajorja.
19. marca 1812 je bil imenovan za poveljnika 2, brigade 16. pehotne divizije in 8. februarja 1817 za poveljnik benderske trdnjave.